# Bogusław Leszczyński (biskup łucki)
Bogusław Leszczyński herbu Wieniawa (ur. ok. 1645 w Radzyminie, zm. 8 września 1691) – biskup łucki od 1688, nominat płocki w 1691, prepozyt płockiej kapituły katedralnej w 1659 roku, kanonik krakowski od 1665, opat czerwiński w latach 1681–1688.

## Życiorys
Syn Bogusława podskarbiego
wielkiego koronnego. W 1658 został prepozytem płockim i wraz z tą funkcją otrzymał tytuł księcia sieluńskiego. W 1663 rozpoczął studia na Uniwersytecie w Padwie, gdzie został wybrany konsyliarzem nacji polskiej. W 1666 otrzymał doktorat obojga praw. W 1671 został kanclerzem królowej polskiej Eleonory Habsburżanki. W 1682 został sekretarzem króla Jana III Sobieskiego. Otrzymał opactwo czerwińskie, rezygnując z kanonii krakowskiej.
Pochowany w kościele parafialnym św. Mikołaja w Lesznie.